# R. H. Quaytman
Rebecca Howe Quaytman (* 1961 in Boston, Massachusetts) ist eine US-amerikanische Malerin und Installationskünstlerin.

## Leben und Werk
R. H. Quaytman ist die Tochter der Schriftstellerin Susan Howe und des abstrakten Malers Harvey Quaytman. Die Familie zog 1963 nach SoHo. Ab ihrem 4. Lebensjahr lebte ihre Mutter mit dem Maler David von Schlegell, den sie später heiratete. Der Autor Mark von Schlegell ist ihr Halbbruder. Sie führt ihre künstlerische Wurzeln auf Vater und Stiefvater zurück.
1995 heiratete sie den Filmemacher Jeff Preiss.
Quaytman studierte bis 1983 (BA) am Bard College. Anschließend absolvierte sie bis 1984 ein Studium am National College of Art and Design in Dublin und am Institut des hautes études en arts plastiques (bei Daniel Buren und Pontus Hultén) in Paris. Mitte der 1990er Jahre arbeitete sie als Assistentin von Dan Graham.
2001 begann Quaytman all ihre Gemälde nach einem bestimmten System anzulegen. Die so entstandenen Serien nennt sie chapters. Diese Serien malt sie häufig auf modularen Holzplatten. Diese werden meist in Regalen präsentiert und fungieren als Kapitel in einem fortlaufenden Buch.
Quaytman wirkte in Rosa von Praunheims Dokumentarfilm New York Memories (2010) mit.
Sie stellt national und international aus. Zu nennen sind das Solomon R. Guggenheim Museum in New York, die Tate Modern in London, das Art Institute of Chicago, das Museo Reina Sofía in Madrid, sowie 2011 auf der Biennale di Venezia und 2017 der documenta 14 in Kassel und Athen.

## Auszeichnungen (Auswahl)
- 1992: Rompreis
- 2015: Wolfgang-Hahn-Preis Köln